# Relaciones exteriores de Argentina durante el gobierno de Arturo Frondizi

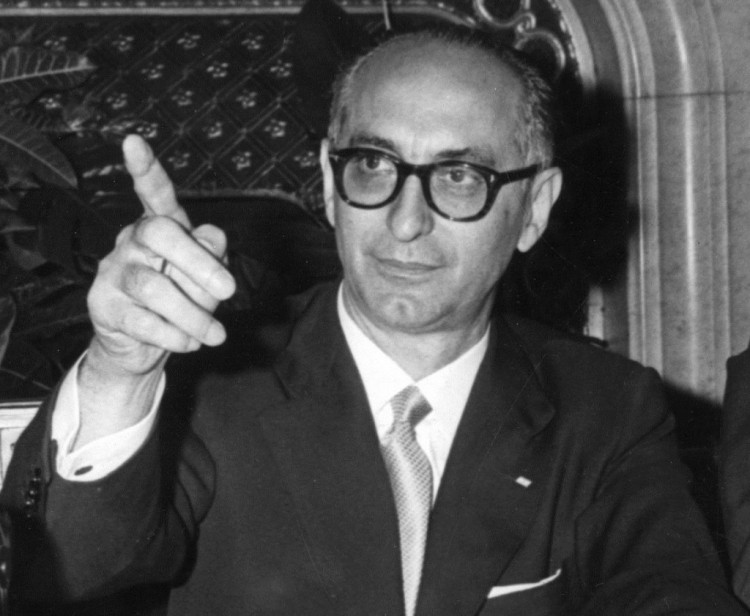
Arturo Frondizi presidente argentino entre 1958 y 1962. Mantuvo una agenda de relaciones internacionales con varios países del mundo.

Las relaciones exteriores de Argentina durante el gobierno de Arturo Frondizi se caracterizaron por buscar un acercamiento con las administraciones estadounidenses de Dwight D. Eisenhower y John F. Kennedy, pero a su vez mantuvieron una línea independiente al apoyar la revolución cubana, recibir a su líder Fidel Castro en Buenos Aires e incluso reunirse con Ernesto Guevara para intentar mediar entre Estados Unidos y Cuba. Frondizi fue el primer presidente en asumir un rol central en el manejo de lo que se conoce como "diplomacia presidencial", fue el primer presidente argentino en viajar a Estados Unidos, y el primero en realizar una gira por Asia, que lo llevó en 1961 a visitar India, Tailandia, y Japón. Sentó en la Conferencia de Uruguayana las bases de los acuerdos con Brasil que décadas más tarde ayudaron a consolidar el Mercosur. Durante el gobierno de Frondizi por primera vez en la historia del país se cerraron acuerdos económicos con la Unión Soviética. 
En 1959 se firmó el Tratado Antártico que establecía entre otros puntos, prohibir toda actividad de índole militar en la Antártida, no hacer ensayos nucleares ni desechar residuos radiactivos, y usar el continente para fines científicos. Fue también en 1959 cuando intentó sin éxito acordar junto al presidente de Chile Jorge Alessandri, someter al arbitraje del gobierno británico los límites en el canal del Beagle, medida que no prosperó por el rechazó de los parlamentos de ambos países. Cabe destacar que Argentina y Chile estuvieron cerca de una guerra por la disputa del límite en 1978. Tras el secuestro ilegal en 1960 del jerarca nazi Adolf Eichmann por parte de los servicio de inteligencia israelíes, Frondizi rompió relaciones diplomáticas con Israel. 
El gobierno de Frondizi estuvo muy presionado por el poder militar, al punto que sufrió reiterados intentos de golpe de Estado y crisis políticas. Por su política internacional, Frondizi fue acusado de ser comunista por los sectores más conservadores (incluyendo el militar que ejercía presión sobre las instituciones), mientras que la izquierda criticó duramente su acercamiento a Estados Unidos. Cuando se conoció la noticia que el presidente había recibido a Ernesto Guevara en secreto la Quinta de Olivos, Frondizi tuvo que romper relaciones diplomáticas con Cuba por presión de los militares.

## América Latina
Mientras Arturo Frondizi formaba su gabinete, proyectó una gira por países de América, con el propósito impulsar las relaciones bilaterales. La presión de los más fervientes antiperonistas mostraron su influencia al impedir que lo acompañaran los edecanes designados por el gobierno. El Ejército y la Marina objetaron el nombre de Raúl Damonte Taborda, Frondizi rechazó ese primer intento de cercenar su autoridad y Taborda viajó a Uruguay. Cuando Frondizi inició su primera gira, su prestigio político y su tarea parlamentaria habían creado una gran expectativa en los países americanos. El viaje se llevó a cabo en el curso del mes de abril de 1958, abarcando Uruguay, Brasil, Chile y Perú.

### Uruguay
El 7 de abril de 1958 Frondizi arribó al Uruguay acompañado por su hija Elena, los gobernadores Oscar Alende, Raúl Uranga y Fernando Piragine Niveyro, junto a algunos periodistas y legisladores oficialistas. Tras una conferencia de prensa y reuniones con los miembros del Consejo Nacional de Gobierno, presidido por Carlos Fischer y de la Corte Suprema de Justicia, se dirigió a la Asamblea Nacional. Recibió la distinción de "Parlamentario Uruguayo", en el discurso por tal motivo Frondizi destacó el valor de esta nominación, y a lo largo de su discurso resaltó la amistad que enlazaba a ambos pueblos.

### Brasil
Arturo Frondizi fue recibido en Brasil por Juscelino Kubitschek junto a once ministros el 9 de abril de 1958, un numeroso público colmó la avenida que debían transitar hasta el Palacio Catete. Tras el banquete oficial ofrecido por el palacio Laranjeiras, Frondizi brindo una conferencia de prensa en la Asociación Brasileña de Prensa. La Asamblea Legislativa recibió a Frondizi en sesión extraordinaria. En San Pablo se reunió con el gobernador del Estado Janio Quadros, visitó las fábricas de automóviles Willys y Mercedes Benz en la localidad de San Bernardo, y reiteró a la prensa sus propósitos de mejorar las relaciones y crear un futuro mercado latinoamericano similar al europeo. En este viaje Frondizi planteó tanto a Kubitschek como a Quadros las posibilidades del intercambio bilateral a partir de la necesidad recíproca del desarrollo, privilegiando metas identificables de progreso y expansión económica. De estos primeros contactos surgiría la Operación Panamericana y los Acuerdos de Uruguayana.
Con motivo del viaje que realizó en calidad de presidente electo al Brasil el 9 de abril de 1958, señaló en la Cancillería del país:

Resguardemos celosamente nuestras soberanías y nuestra seguridad interna. Pero sepamos que detrás de nuestras fronteras no hay un enemigo que nos va a atacar sino un hermano que nos cuida las espaldas.

En diciembre de 1959 el presidente Juscelino Kubitschek envió una carta a Frondizi en donde uno de sus párrafos reiteraba sus conocidos deseos de emprenden conjuntamente una "lucha sin tregua" para arribar al vigoroso despliegue de ambas repúblicas:

Nada de lo que atañe a la nación argentina es indiferente al Brasil. Cada vez más se afirma en nosotros la certeza de que la unidad americana dejó de ser una simple expresión lírica para transformarse en una convicción arraigada de nuestros objetivos comunes.

En su contestación Frondizi expresaba:

Debemos reconocer, que nuestros países no han llegado aún a imprimir a sus tareas de cooperación regional el ritmo que les exige la gravedad de sus problemas. Y es nuestros deber de gobernantes compensar ese retraso mediante un vigoroso esfuerzo que, interpretando ese noble ideal de colaboración, procure darle un cauce compatible con la peculiaridad del ser nacional de cada uno de nuestros países.

En las elecciones de marzo de 1961, Jânio Quadros sucedió a Kubitschek en la presidencia. Se hizo viable fijar un ordenamiento común entra la Argentina y Brasil. Frondizi proyectó el replanteo de la política continental, con la creación de un eje Buenos Aires-Río de Janeiro.

#### Conferencia de Uruguayana

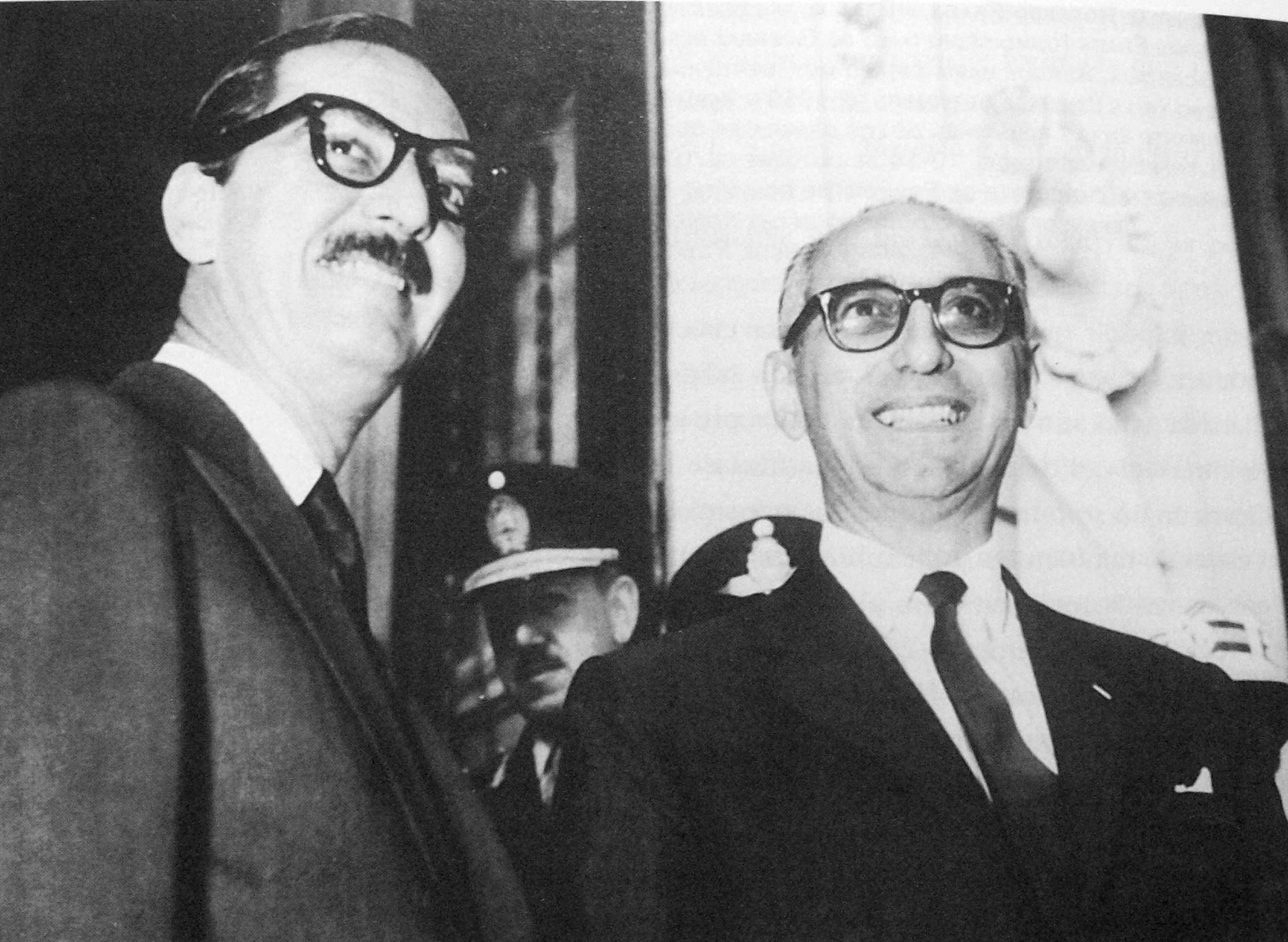
El presidente de Brasil Jânio Quadros junto a Arturo Frondizi el 21 de abril de 1961 en Uruguayana.

Durante los días 20 y 21 de abril de 1961 se reunieron en la ciudad fronteriza los presidentes Jânio Quadros y Arturo Frondizi. La conversación, sin testigos, duró cuarenta y cinco minutos, más tarde se sumaron los cancilleres Diógenes Taboada (argentino) y Alphonso Arinhos (brasileño). Se abordaron los siguientes temas:
1. La común pertenencia a Occidente y la ratificación por el Brasil de su condición occidental y católica.
2. Disipar los resquemores y rivalidades tradicionales entre los países.
3. Acordar un instrumento ágil que potenciase la capacidad de negociación; ésta incluía un aspecto instrumental consistente en un régimen de consultas a nivel presidencial estable y periódico para desterrar las discriminaciones comerciales y lograr la apertura de todos los mercados.[7]

Frondizi aspiraba a contar con la colaboración de Quadros para llegar a una política de cooperación continental y limitar los entendimientos bilaterales con los Estados Unidos, sostenidos por sectores del comercio y la industria brasileños. El Presidente argentino buscó afirmar el esfuerzo de cada nación para una rápida y efectiva ejecución de la Alianza para el Progreso, lanzada por John Kennedy, quién conocía con todo detalle las conversaciones de Uruguayana. Paralelamente, Frondizi se mostró interesado en ofrecer los oficios de la Argentina con motivo de disminuir la tensión entre Estados Unidos con la Cuba de Fidel Castro, con el motivo de modificar la imagen negativa del líder cubano si se conseguía su rechazo del ofrecimiento de ayuda militar hecho por la Unión Soviética. En esta cuestión, la perspectiva Argentina y Brasil no fueron iguales: Quadros había efectuado un sondeo con la posibilidad de repudiar la frustrada invasión de bahía de Cochinos por parte de Estados Unidos. Frondizi señaló que la posición argentina había sido fijada antes de salir de Buenos Aires, y que se ajustaría a ello.
Una de las cuestiones en las que se hizo foco fue el conflicto Perú-Ecuador en el que tanto Brasil como Argentina era garantes del Protocolo de Río de Janerio. En este punto no hubo disenso, se acordó rechazar la injerencia extracontinental en cuestiones hemisféricas y sostener que para la solución a cualquier problema no debía tramitarse al margen de los esquemas latinoamericanos. El 22 de abril Quadros y Frondizi dieron a conocer la declaración conjunta, que consistía en coordinar las políticas exteriores y establecer un compromiso de consulta previa. A través de sus ocho cláusulas dejaba en claro que el desarrollo de las naciones requeriría de la colaboración exterior que debería apoyarse principalmente en el esfuerzo nacional. Durante la entrevista, entre otras propuestas analizadas, figuró una que Quadros le formuló a Frondizi sobre explotar el conjunto del Salto de Sede Quedas (que años luego se transformaría en la represa de Itaipú). El derrocamiento de ambos presidentes paralizaría ese emprendimiento bilateral. Además de esta declaración conjunta, los cancilleres firmaron un convenio cultural.

### Chile
El 14 de abril de 1958 Arturo Frondizi y su comitiva llegaron al Aeropuerto de los Cerrillos, donde fue recibido por el general Carlos Ibáñez del Campo. La consabida reunión de prensa demostró los conocimientos que tenía el presidente argentino sobre las relaciones entre Argentina y Chile.

En materia de integración económica nosotros llegaremos hasta donde los gobiernos hermanos quieran. Plantearemos con lealtad la defensa común de nuestros productos. Los debemos continuar desarrollando como compartimientos estancos...
Arturo Frondizi.

El acto central se dio en la Universidad de Santiago el 15 de abril. Su discurso, catalogado como "académico" abordó el tema de la integración económica.

Realizaremos esta política de aproximación fraternal, con el mismo sentido con que hemos enunciado la política de aproximación latinoamericana: sin prevenciones ni hostilidad hacia nadie. La integración latinoamericana tampoco lesionará ninguna sobornaría nacional porque no es admisible que esa conjunción de esfuerzos pueda convertiste en vehículo de ambiciones hegemónicas.

El público presente, en su mayoría jóvenes universitarios, siguió con atención la exposición. Frondizi al terminar dijo que había concluido el discurso del presidente, para dar paso al luchador que había sufrido la cárcel desde los veinte años. El poeta Pablo Neruda le regaló a Frondizi un ejemplar de sus Obras completas con la dedicatoria que decía "para Arturo Frondizi, cuyas palabras en Chile despertarán a nuestra América".

### Conflicto del Beagle

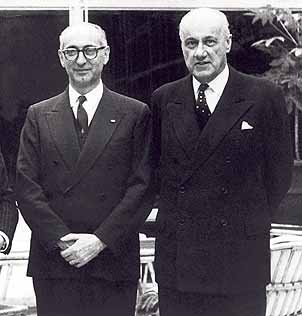
Arturo Frondizi con el presidente chileno Jorge Alessandri.

Tras el incidente del islote Snipe en el Canal Beagle, los gobiernos de Argentina y Chile intentaron realizar acercamientos para poder solucionar sus problemas fronterizos. El 2 de febrero de 1959, el presidente Arturo Frondizi aterrizó en el Aeropuerto Los Cerrillos y firmó junto a su homólogo chileno Jorge Alessandri la Declaración Conjunta sobre Arbitraje en la que ambos mandatarios se comprometían a "entrar de inmediato en negociaciones encaminadas a encontrar las fórmulas arbitrales adecuadas, que permitan resolver los diferendos existentes". Los dos presidentes habían acordado someter al arbitraje del gobierno británico (o en su defecto del presidente de la Confederación Suiza), la disputa limítrofe en la zona de río Encuentro y valles de Palena y California, mientras que la disputa del Beagle sería sometida ante la Corte Internacional de Justicia de La Haya.
 Se firmaron una serie protocolos diplomáticos con Chile en 1960, uno de los protocolos sometía a arbitraje la cuestión del Paleina, otro era el Protocolo del Beagle, además de dos Convenios: uno de navegación por los canales australes y otro de arbitraje permanente. Los presidentes Frondizi y Alessandri se reunieron en Santiago de Chile, en donde realizaron una Declaración relativa al "acuerdo que contiene todas las bases para la solución pacífica de las cuestiones de límites pendiente dentro los dos países" exceptuando la Antártida. Fue en este acuerdo donde se pretendía someter a decisión de la Corte Interamaericana de la Justicia de La Haya la disputa existente en el canal de Beagle. El 12 de junio de 1960 se reunieron en Buenos Aires los embajadores de ambos países para firmar lo que se conoció como el Protocolo del Beagle y el de Navegación, que permitía entre otras cosas, el paso de barcos de guerra argentinos por el canal y el estrecho de Magallanes, aparte, el tratado establecía límites precisos, como por ejemplo, una línea fronteriza que correría por la línea media del canal dejando el canal dividido para ambos países. Pero el tratado como el Convenio de Navegación fueron rechazados por los congresos de ambas naciones.
En 1978 Argentina y Chile casi entran en guerra por el conflicto. Recién en 1984 por voto popular se llegó a una solución pacífica entre las partes. Luego de conocerse los resultados del plebiscito Frondizi dijo para aquella ocasión: 

Los argentinos vivieron una jornada de apoyo mayoritario e indubitable a la paz y se manifestaron masivamente por el cese de los conflictos que pueden amenazarla. Ha llegado el momento, ahora, de proponerse la integración del extremo sur del país al cuerpo de la Nación con un plan de desarrollo que asegure la movilización de sus riquezas.

### Perú
Frondizi llegó a Perú el 17 de abril, fue recibido por el presidente Manuel Prado. Un fuerte estado gripal del presidente electo obligó a limitar la agenda protocolar, no obstante, en la Casa de Gobierno se hizo un acto en donde fue condecorado con la Orden del Sol en el grado de Gran Cruz. Frondizi recibió el título Doctor Honoris Causa en la Universidad de San Marcos. La dolencia que aquejó a Frondizi durante toda la gira le impidió viajar a Quito por lo que desde Perú regreso a Buenos Aires, siendo despedido por un entusiasta público.

## Estados Unidos

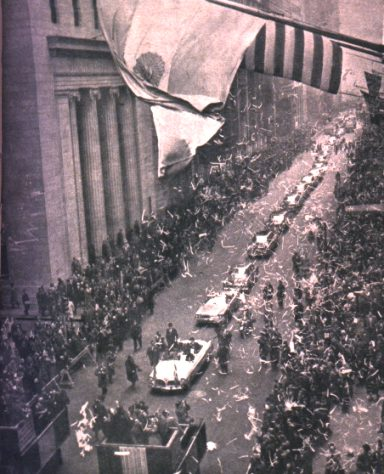
Arturo Frondizi de visita en Estados Unidos.

Al asumir Arturo Frondizi la presidencia el 1 de mayo de 1958 declaró que su gobierno se alinearía con el mundo occidental. Durante la asunción se encontraba presente el vicepresidente Richard Nixon de los Estados Unidos en representación de Dwight Eisenhower quién declinó la invitación. El peronismo había aislado al país del mundo. El primer contacto con el gobierno estadounidense empezó con la reunión entre el presidente electo y el embajador estadounidense Williard Beaulac, quién lo visitó en dos oportunidades. La primera ocasión fue para felicitarlo por su triunfo, allí Frondizi manifestó su deseo ante el embajador de estrechar vínculos entre ambos países. Beaulac le preguntó al Presidente sobre un posible viaje de éste a Estados Unidos, y Frondizi dijo que deseaba hacer un viaje rápido que incluyera ese país, y luego enviar un grupo de especialistas para concretar negocios.
En la segunda reunión Frondizi presentó a César Barros Hurtado ante Beaulac como su representante permanente ante Estados Unidos, durante dicho encuentro el embajador preguntó si el presidente podría concretar una visita al país, pero Frondizi respondió que estaba casi seguro que no podía aceptarla, y el embajador respondió que el gobierno estadounidense se sentiría defraudado. Nixon se entrevistó con Frondizi el día anterior de su asunción, junto al subsecretario de Asuntos Interamericanos Roy Rubottom y el embajador Beaulac. Frondizi expresó que la Argentina no tenía problemas políticos con Estados Unidos, pero que el país tenía serios problemas económicos y buscaba ayuda externa. Frondizi describió los problemas de Argentina, y Nixon respondió que Estados Unidos tenía la intención de ayudar, pero que la asistencia gubernamental estaba acotada a únicamente créditos gubernamentales y una combinación de inversiones privadas pactadas. En un momento Frondizi mencionó su intención de arreglar "ciertos temas espinosos", pero sin especificar cuales.
El vicepresidente fue el portador de la misiva del presidente Eisenhower, en donde expresó que "la reimplementación del gobierno constitucional y libre ... ha sido observado con cálida y cierta admiración por todos los países del hemisferio". El presidente estadounidense agregó que ambas naciones mantenían similares principios e ideales. En una reunión con el Consejo de Seguridad, Nixon afirmó sobre su viaje a Sudamérica que los nuevos gobernantes eran "hombres honestos pero orientados por un pensamiento marxista, aunque al mismo tiempo comprendían la necesidad de llevarse bien con Estados Unidos". Frondizi terminó por aceptar la invitación del gobierno estadounidense para visitar Estados Unidos. Citó al encargado de negocios Clare Timberlake (en ausencia del embajador) para preparar el viaje, le dijo lo hecho en materia de energía y petróleo, además de consultarle que aspectos eran importantes para el gobierno estadounidense. Timberlake le sugirió el transporte aéreo y las discusiones sobre el acuerdo bilateral en materia de aviación. Frondizi destacó también que había seguido las actividades del Partido Comunista estaba decidido a tomar medidas en contra de ellos.

### Visita de Frondizi a Estados Unidos
Arturo Frondizi fue el primer presidente argentino en realizar una visita a Estados Unidos de forma oficial. Estuvo desde el 19 de enero al 1 de febrero de 1959. El 19 de enero llegó a Charleston, Carolina del Sur, al otro día se dirigió rumbo a Washington D. C. en el avión oficial del presidente estadounidense, quién lo recibió en el aeropuerto. Frondizi y su esposa Elena fueron alojados en el Hotel Blair House. Los medios de prensa estadounidenses cubrieron de forma auspiciosa la visita del mandatario argentino. El 21 de enero recibió la visita del secretario de Estado John Foster Dulles, quién le recordó que no existían problemas entre los países, que no tenía comentario en particular que hacer, pero que escucharía cualquier comentario que deseaba hacer, a lo que Frondizi respondió comentándole los avances durante el año que tuvo como presidente, aunque resaltó que aún faltaba solucionar el problema de la energía hidroeléctrica con el proyecto El Chocón en la Patagonia y la cuestión siderúrgica. Dulles expresó admiración por las medidas tomadas por el gobierno argentino y volvió a decir que el gobierno estaba abierto para discutir cualquier asunto. Frondizi recibió en Blair House al presidente del Banco Eximbank, Samuel Waugh, y a Eugene Black, presidente del Banco Internacional de Reconstrucción y Fomento.

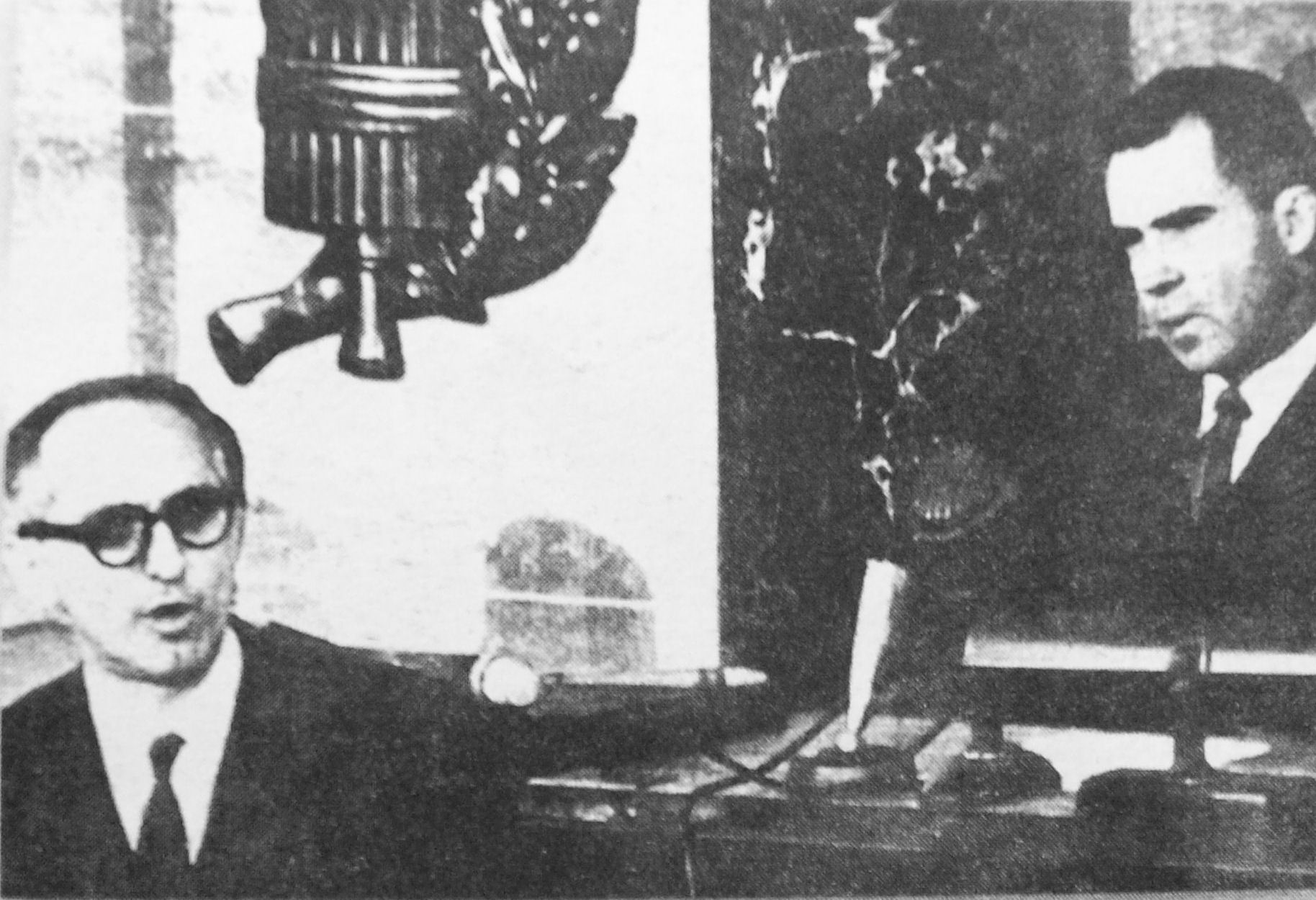
Frondizi brindó un discurso ante el Capitolio de los Estados Unidos.

Frondizi brindó un discurso ante ambas Cámaras del Congreso Estadounidense, en donde dijo:

Un pueblo pobre y sin esperanzas no es un pueblo libre. Un país estancado y empobrecido no puede asegurar las instituciones democráticas. Por el contrario, es campo propicio para la anarquía y la dictadura [...] Dejar en el estancamiento a un país americano es tan peligroso como el ataque que pueda provenir de una potencia extracontinental. La lucha contra el atraso de los pueblos reclama mayor solidaridad del hemisferio que la promovida por su defensa política o militar. La verdadera defensa del continente consiste en eliminar las causa que engendran la miseria, la injusticia  el atraso cultural.

Frondizi se reunió con Eisenhower el 22 de enero en la Casa Blanca. El Presidente argentino volvería a resaltar los logros al llevar un año de gestión, y reiteró que la Argentina necesitaría créditos para energía hidroeléctrica y producir acero. Luego mencionó el conflicto de límites peruano-ecuatoriano, todos los presentes estaban de acuerdo en que la solución al conflicto sería de gran importancia para todo el continente. A continuación Eisenhower le dijo a Frondizi que los miembros de su gobierno estaban observando el progreso realizado en Argentina, y admiraban el coraje y liderazgo del presidente. Frondizi durante un discurso ante la OEA denunció el deterioro de los términos del intercambio en la región y apoyó la Operación Panamericana del presidente Juscelino Kubitschek, que tenía como meta el desarrollo y formación de capital en América Latina. Tras descansar en Williamsburg, Frondizi se dirigió a Chicago, donde asistió a un banquete invitado por los directivos de la International Packers Company y a una comida organizada por el alcalde de aquella ciudad. Después de volar hacia Detroit para visitar las empresas Ford y General Motors. De paso a Nueva York se encontró con Eleanor Roosevelt, asistió a una recepción ofrecida por los presidentes del First National City Bank of New York y del Chase Manhattan Bank y el alcalde de la ciudad lo saludó por su visita.

### Visita de Eisenhower a Argentina

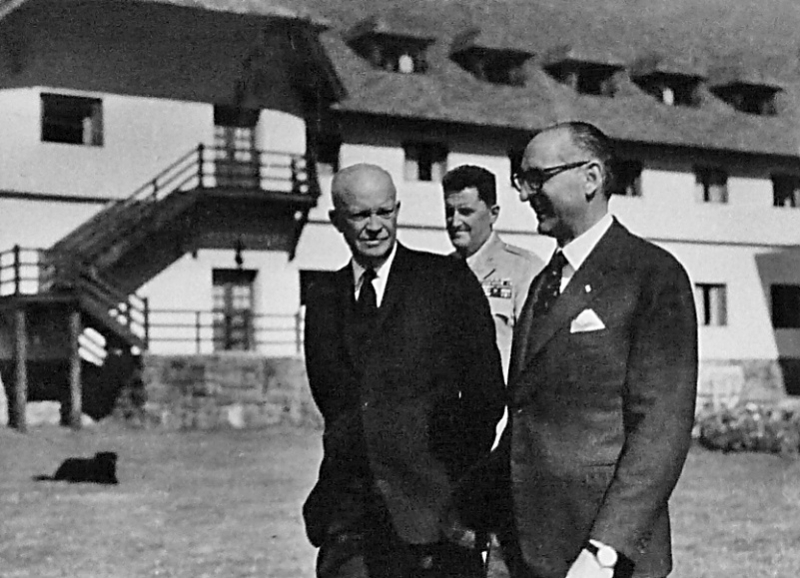
Eisenhower y Frondizi en Bariloche, Argentina, 1960.

El presidente de Estados Unidos visitó la Argentina en febrero de 1960 en el marco de una gira que incluía Brasil, Chile y Uruguay. En Brasil asistió a la inauguración de la nueva capital del país, Brasilia obra del presidente desarrollista Juscelino Kubitschek. Frondizi invitó a Eisenhower a visitar Argentina cuando el mandatario argentino había ido a los Estados Unidos, hecho que aceptó. El Presidente solicitó al Congreso 600 millones de dólares con el fin de ayudar al hemisferio, y mantener la paz, en un contexto de crecientes cambios geopoliticos, y de creciente expansión del comunismo. Antes de su visita, Frondizi se reunió con el embajador de los Estados Unidos para coordinar la entrevista. Un tema candente era la aviación comercial. En una carpeta que presentó el Ministerio de Relaciones Exteriores, cita en una parte sobre la situación que se había creado por la Disposición n.º 18 del 25 de febrero de 1958 sobre restricciones en el transporte de pasajeros a compañías de aviación estadounidenses.
Ambos mandatarios emitieron la «Declaración de Bariloche» (un tratado sobre la protección de los parques nacionales), con la intención de promover un mejor nivel de vida para los países americanos.
La visita del presidente estadounidense reclamó una actualización de la documentación sobre los avances económicos. Así la embajada Argentina en Washington D. C. envió a Frondizi un memorando del consejero financiero Roberto Alemann, que detallaba el estado de las relaciones económicas entre ambos países. La agenda de conversaciones incluiría principalmente el papel estratégico que jugaba la tecnología en el manejo del progreso. También se habló del déficit técnico producto de la situación de las universidades, que para ello la Argentina necesitaba de técnicos expertos en la administración de empresas, administración pública y económica, se demandaba un programa financiero con el fin de su actualización técnica. Otro tema en agenda fundamental era la "Operación Carnes". Ambos países producían un nivel parecido de carne unos veinticinco años atrás, en ese lapso el país del norte había aumentado su producción en un 60%, mientras que la Argentina lo había disminuido un 10%. La Operación Carnes implicaba una tecnificación del agro con el objetivo de incrementar la producción agropecuaria, no solo en la región pampeana sino en nuevas áreas a explotar. Pero un memorando decía que Argentina exportaba cereales y carnes a precios más caros que las mismas materias primas que se hacían en Europa, por lo que la balanza de pagos daba un saldo desfaborable. Esto fue como consecuencia de dos hechos: en un momento el país se estancó en su desarrollo y sus productos los vendía a bajo precio. Estados Unidos tenía un stock algo abultado de estos productos con gran costo para su erario. Pero cuando Estados Unidos presentó sus balances mostró grandes pérdidas del orden de millones de dólares en la venta de aquellos productos agrícolas que tenía en exceso. El memorando sugería que se podría revertir la situación. Entre algunos acuerdos para revertir la situación estaban, que los países acordaran no vender a Europa a bajo precio, una comisión mixta podría fijar precios, que Estados Unidos fijara nuevas rutas de comercio a otros países necesitados de alimentos. Desde la capital estadounidense Emilio Donato del Carril impartió algunas recomendaciones para la entrevista, una de ellas fue hacer recordar que Estados Unidos había interrumpido la importación de carnes curadas esgrimiendo razones sanitarias sin previo aviso. Cabe resaltar que sin intervención argentina, los laboratorios Plum Island suprimieron el sistema de carnes curadas. Mientras que los técnicos argentinos no encontraron en las latas ningún elemento contaminado con aftosa. El embajador interpretó aquella acción como una presión de los grandes frigoríficos que buscaban tener el monopolio de la compra de carnes en Argentina para exportar a Reino Unido.

### Kennedy

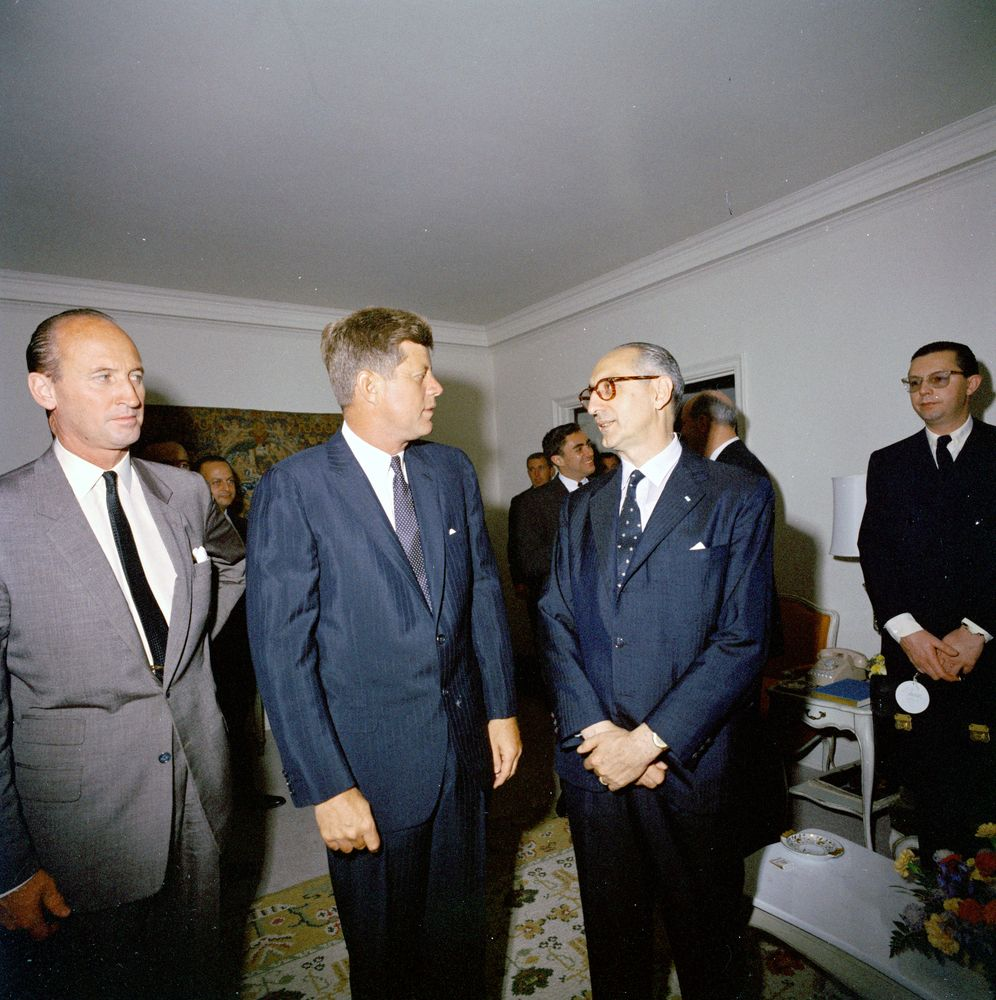
John F. Kennedy con Arturo Frondizi en Argentina, 1961.

Los presidentes Arturo Frondizi y John F. Kennedy llegaron a tener una buena relación personal e inclusive de consulta mutua sobre temas internacionales. Si bien ambos tenían posturas similares en lo político y económico, definieron en ciertos aspectos relativos a la seguridad en el hemisferio. Por un lado Kennedy alentaba la Alianza para el Progreso para contrarrestar la influencia cubana con el fin de ayudar a los países subdesarrollados y favorecía el cambio democrático en América Latina. Sin embargo, su administración respaldó una política de seguridad de características opuestas a la política exterior del gobierno de Frondizi, y precisamente en febrero de 1962 brindó un mensaje al país en el que defendió el principio de no intervención y el derecho de autodeterminación de los pueblos. La Alianza para el Progreso implicaba una transferencia de veinte mil millones de dólares para América Latina, Kennedy intentaba así prometer cumplir con los objetivos de la Operación Panamericana del presidente brasileño Juscelino Kubitschek. También el gobierno estadounidense flexibilizó las negociaciones de acuerdos, y modificó, en un principio, su vieja oposición a las industrias estatales de los países latinoaméricanos. El gobierno de Kennedy daría préstamos a empresas estatales como la mexicana Pemex y la industria minera de Bolivia. Colaboró en la firma del Tratado de Montevideo que creó la ALALC (Asociación Latinoamericana de Libre Comercio).
En agosto de 1961 los ministros de Economía del continente se reunieron en Punta del Este, en donde Ernesto Guevara criticó la Alianza para el Progreso. Terminada la conferencia Guevara se entrevistó en Montevideo con Richard Goodwin, enviado del presidente Kennedy. Allí Guevara propuso una coexistencia pacífica entre Cuba y Estados Unidos, a cambio de que Cuba no "exportara" su revolución por el resto de América Latina. Pero la propuesta cubana fue rechazada. Al día siguiente de la reunión con Goodwin, Guevara viajó a Olivos, Argentina, para entrevistarse secretamente con Frondizi, en dicha reunión el ministro cubano le confirmó su idea de llevar la guerrilla al resto del continente. Sabiendo esto Frondizi se entrevistó con Kennedy por primera vez en Nueva York por motivo de la XVI Sesión de la Asamblea General de las Naciones Unidas, donde se habló del "problema cubano". Frondizi argumentó que el aislamiento de Cuba podía ocasionar que esta se adhiriera a la órbita de la Unión Soviética.
Tres meses después de su primera entrevista, después de gira por Canadá, India, Japón y Tailandia, Frondizi recibió una invitación de Kennedy para que hiciera una escala en Estados Unidos para reunirse de nuevo en Palm Beach, Florida. Los dos mandatarios volvieron a reunirse el 24 de diciembre de 1961 y hablaron de la cuestión cubana.
Frondizi años más tarde recordaría esa entrevista:

Conversamos a solas por expresa requisitoria del presidente Kennedy (...) claro indicio de la gravedad de las presiones que lo rodeaban. Expresamos a Kennedy nuestra discrepancia con las sanciones. Le señalamos con toda claridad que, si ellas se resolvían, la Argentina no acompañaría con su voto a Estados Unidos (...) Nuevamente hicimos conocer a Kennedy cuál era a nuestro juicio, la solución correcta: fortalecer el sistema continental, pero por el camino positivo de la democracia representativa (...) El presidente Kennedy no puso reparos de fondo a nuestro planteo, aunque señaló la necesidad política imperiosa de hacer algo respecto de Cuba, sobre todo por razones de política interna norteamericana.
Arturo Frondizi.

Kennedy quiso que Argentina fuese el mediador entre Estados Unidos y Cuba en el conflicto de la «crisis de los misiles», ya que estos dos países vivían un enfrentamiento muy grave motivado por el temor de Estados Unidos a que Cuba pudiese tener a su disposición armas nucleares provenientes de la Unión Soviética apuntando hacia su territorio. De ahí que se alentó a petición del presidente estadounidense la ya citada reunión entre Frondizi y Ernesto Guevara para que se tratase el espinoso tema además de que se intentara encaminar las relaciones entre los dos países después de que los estadounidenses fracasasen en invadir la isla de Cuba. Así Frondizi intentó acercarse como mediador entre ambos bandos de manera neutral, pero, por presiones militares, el 8 de febrero de 1962 se vería forzado a romper relaciones con La Habana.

## Cuba

### Visita de Fidel Castro

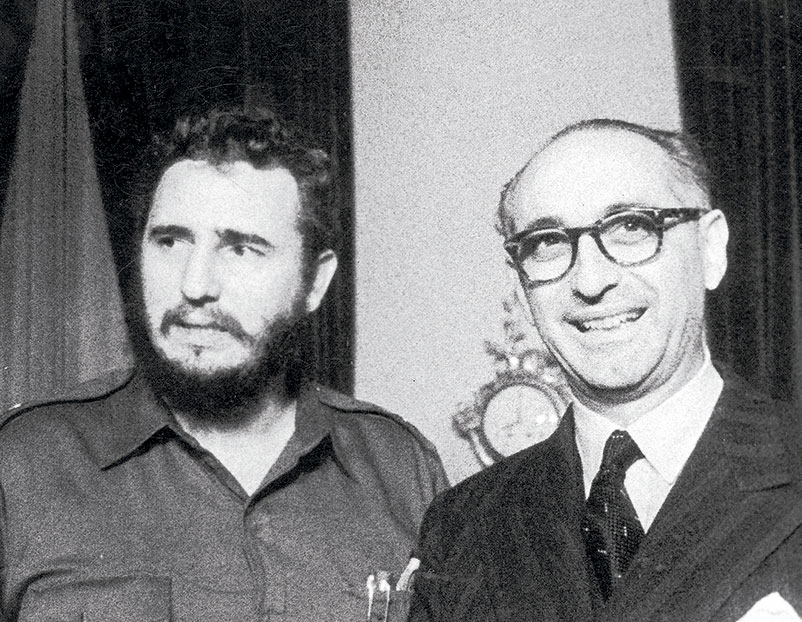
Fidel Castro y Arturo Frondizi en Buenos Aires, 1959.

A cuatro meses de la revolución en 1959, Cuba aún formaba parte de la Organización de Estados Americanos (OEA), todavía la isla no se había declarado socialista, y la figura de Fidel Castro era inclusive simpática para algunos sectores que más tarde lo denostarían. El 1 de mayo arribó al Aeropuerto de Ezeiza, y Hermes Quijada fue el primero en darle la bienvenida en nombre del presidente Arturo Frondizi. Inmediatamente llegó a Buenos Aires, y al día siguiente dio un famoso discurso de noventa minutos ante la Comisión de los 21 de la OEA en el edificio de la Secretaría de Industria, en su discurso elogió la democracia estadounidense, que había acogido a inmigrantes latinoamericanos con decoro. Un grupo de manifestantes recibió al líder de la revolución cubana. La visita no fue bien vista por los militares argentinos. Durante la Conferencia de la OEA, reunida en Punta del Este en enero de 1961, el canciller argentino Miguel Ángel Cárcano se opuso a la exclusión de Cuba del sistema interamericano. Tras la conferencia, Frondizi recibió a Ernesto Guevara, representante argentino desde Cuba, en la residencia de Olivos.

«Si nosotros estamos sinceramente preocupados de que nuestros países vayan a caer en una dictadura de izquierda, justo y honrado es que mostremos igual preocupación por que los pueblos no caigan en manos de dictadores de derecha. Porque, en definitiva, ése es el verdadero ideal democrático, lo que América latina quiere, lo que América latina aspira. Porque a los pueblos les mostremos una cara del mal y les ocultemos otra cara igualmente fea del mal.»
Fidel Castro, 1959.

Cuba ya estaba siendo gobernada por Fidel Castro para 1960, pero declaró su adhesión al socialismo recién en 1961.

### Mediación entre Cuba y Estados Unidos
De las cuatro mediadores posibles, Arturo Frondizi argumento a favor de la Argentina, por su equilibrio en materia de política exterior (Brasil y México estaban más cerca del tercerismo) y por la falta de una contradicción interna profunda (Chile tenía un gobierno conservador con oposición comunista). En los primeros sondeos, tanto John Kennedy como los cubanos se mostraron dispuestos a aceptar esa base para las conversaciones: Frondizi estuvo muy cerca de lograr una gran solución diplomática, pero no tuvo en cuenta los inconvenientes que encontraría en su frente interno. Conversaciones preliminares se realizaron en la Embajada cubana en Buenos Aires. Alguien que no pertenecía al servicio diplomático, pero que estaba vinculado al equipo de Frondizi tomó en esa época (1961) contacto con Ernesto Guevara e hizo saber al presidente argentino que el ministro cubano aceptaba su mediación para tratar de encontrar una solución negociada. Al mismo tiempo, algunos argentinos como Horacio Rodríguez Larreta (padre) se entrevistaron con Guevara en Punta del Este y participaron de la famosa reunión que este realizó con Richard Goodwin, asesor del presidente Kennedy. Después de esa conferencia, Guevara le hizo saber a Frondizi que tenía interés de conversar con él. En ese momento, Guevara estaba de acuerdo en lograr un entendimiento con Estados Unidos para coexistir pacíficamente. Cuando Guevara le transmitió a Frondizi que quería hablar con él y que estaba dispuesto a viajar a la Argentina, agregó también, que de conocerse con públicamente la noticia de su visita a la Argentina, su vida corría un gran riesgo, y que muy probablemente sería asesinado. Frondizi le contestó esquemáticamente: primero, que se disponía a recibirlo y consideraba conveniente la entrevista; segundo, que si él estaba decidido a viajar debía ir al Aeropuerto de Montevideo (Guevara estaba en Punta del Este): a partir de ese momento, quedaría bajo la responsabilidad del gobierno argentino. Guevara aceptó y Frondizi envió desde Buenos Aires un avión civil a la capital uruguaya.

#### Reunión con Ernesto Guevara en Argentina
El presidente de los Estados Unidos John F. Kennedy deseaba que Argentina fuese el mediador entre Estados Unidos y Cuba en el conflicto previo a la «crisis de los misiles», ya que estos dos países vivían un enfrentamiento muy grave motivado por el temor que tenía Estados Unidos a que Cuba pudiese tener a su disposición armas nucleares provenientes de la Unión Soviética apuntando hacia su territorio. De ahí que se alentara a petición del presidente estadounidense a que se celebrase una reunión entre Arturo Frondizi y Ernesto Guevara para que se tratase el espinoso tema, además de que se intentara encaminar las relaciones entre los dos países, después de que los estadounidenses fracasasen en invadir la isla de Cuba.
Jorge Carrettoni, que había sido diputado por la Unión Cívica Radical Intransigente y ahora ejercía como asesor del Consejo Federal de Inversiones y tenía enlaces directos con el Gobierno argentino, se entrevistó en Punta del Este con Guevara, cuando este estaba participando de la IV Conferencia del Consejo Interamericano Económico y Social de la OEA para motivar una reunión con el presidente argentino. A las 4 h de la madrugada del 18 de agosto de 1961 Frondizi se entrevistó en persona con los oficiales de la Casa Militar de guardia en Olivos, ordenó a los tenientes de fragata Emilio Filipich y Fernando García que se dirigieran al aeródromo de Don Torcuato, ordenó la custodia del visitante, pero sin decir de quien se trataba.

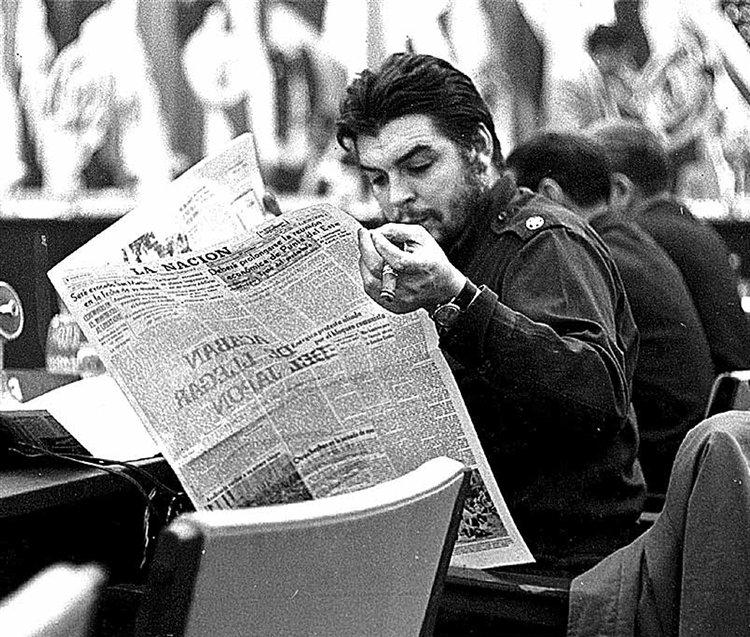
Ernesto Guevara visitó la Argentina por última vez el 18 de agosto de 1961.

Jorge Carrettoni tenía órdenes del Presidente de no ir en el mismo avión con Guevara. Cuando Carrettoni y Guevera estaban por abordar el avión Piper a las 6:15 h de la madrugada del 18 de agosto de 1961:

Mi instrucción establecía que Guevara debía viajar solo: entonces, cuando le extiendo la mano para despedirme en la escalerilla del avión, Guevara me responde:

— ¿Usted no viaja?

— No. Esas son mis instrucciones.

— Entonces yo tampoco viajo.

Y dando media vuelta se alejó, temiendo seguramente que se tratase de alguna trampa tendida por la CIA o por algún otro enemigo. Recordaría que su gran amigo Camilo Cienfuegos había muerto en un sospechoso accidente aéreo. Yo sentí que el mundo se derrumbaba y que la trabajosa operación estaba a punto de fracasar, por lo que opté por transgredir mis instrucciones y subir al avión.
Jorge Carrettoni.

El avión Piper aterrizó a las 10:30 de la mañana del 18 de agosto en el aeropuerto de la localidad de Don Torcuato en la provincia de Buenos Aires, y Jorge Carrettoni fue el primero en bajar de la aeronave. En un principio los militares presentes pensaron que Carrettoni era el sujeto en cuestión, pero él les aclaró que no era así, y cuando Guevara bajo del avión, literalmente dejó boquiabiertos y paralizados del asombro a sus escoltas, a tal punto que accidentalmente dejaron caer sus aguantes al piso.
En tierra había dos Peugeot 403 negros de la Presidencia de la Nación Argentina que rápidamente lo transportaron a la Quinta de Olivos. La caravana de autos ingresó a la Quinta de Olivos en el partido de Vicente López a las 11:00 de la mañana, y el presidente recibió a sus visitantes en la galería, y tras un apretón de manos los dos se dirigieron solos a un cuarto, Arturo Frondizi les dijo a Jorge Carrettoni y Aja Castro que la reunión sería sin testigos. Según el mismo Frondizi la reunión duró alrededor de setenta minutos, los hombres tomaron café y debatieron plácidamente. Ernesto Guevara mantuvo su postura antiestadounidense, y también su opinión de que un país no debería contar con ayuda económica de Estados Unidos, argumentando que la potencia capitalista siempre ganaría, a través de su prestación económica y enorme influencia política en el país afectado. El presidente Frondizi expresó, por otra parte, su preocupación por el camino que estaba tomando la política de Cuba hacia el socialismo, y también le confesó a Guevara que tenía preocupaciones de que Cuba ingresase en el Pacto de Varsovia. Sin embargo, el líder cubano lo tranquilizó informándole de que eso no iba a convertirse en realidad.
El periodista Hugo Gambini en su biografía que escribió sobre Guevara explaya sobre la versión que dio Frondizi del encuentro:

Guevara me escuchó y accedió a examinar el problema sobre la base, que yo le propuse, de que Cuba no insistiera en querer exportar su revolución a otras naciones del hemisferio. Sin embargo me dio su opinión sobre América Latina afirmando que, aun sin influencia o injerencia cubana, la revolución era inevitable pues estaban cerrados los caminos de la evolución pacífica.

Terminada la entrevista Frondizi se dirige al teniente Fernando García y le indica que le debe garantizar la salida de Guevara del país, no sin antes llevarlo a ver a una tía, minutos después Frondizi se retira a la Casa Rosada y Guevara se queda hablando con los presentes, entre quienes estaban la esposa del presidente y su hija. De vuelta en el aeropuerto el piloto del avión esperaba a sus pasajeros. Los escoltas, los tenientes Fernando García y Emilio Filipich, acompañaron a Guevara hasta el pie del avión, y el líder cubano brindó palabras de agradecimiento para sus dos custodios, y a los pocos minutos el avión cruzó el Río de la Plata. En Uruguay un avión lo esperaba para llevarlo a Brasil en donde se vería con el presidente de brasileño Janio Quadros. La reunión trascendió públicamente cuando Guevara dejó el país.
La reunión entre el presidente Arturo Frondizi con el Ernesto Guevara provocó que veinte días después renunciara Adolfo Mugica de su cargo de ministro de Relaciones Exteriores y Culto el 29 de agosto de 1961. La actitud de Frondizi ante la Revolución Cubana de 1959, junto con la visita de Fidel Castro y Ernesto Guevara terminó debilitando la relación del Gobierno con el poder militar, más aún de lo que ya estaba. El ejército protestó formalmente ante estas reuniones con los líderes cubanos, y presionó al presidente para cambiar su política con respecto a Cuba. Exiliados cubanos en Buenos Aires intentaron fraguar documentos con la intención de implicar a miembros del Gobierno en un supuesto complot castrista. Frondizi ordenó una investigación, y hasta el propio informe del ejército, el famoso caso de las «cartas cubanas», no era más que una mentira. Frondizi brindó un discurso por cadena nacional para intentar brindar explicaciones.
Varias décadas después, Oscar Camilión reflexionó al respecto que:

No tenía por qué haberlo recibido a Guevara, fue un error político. Yo era subsecretario de Relaciones Exteriores y estaba en Punta del Este gestionando una entrevista de Guevara con el delegado de Kennedy, que se concretó finalmente. Pero jamás se me hubiera ocurrido traerlo a la Argentina porque no agregaba nada, y porque iba a producir una agitación muy grande en el medio militar, era un costo político interno muy alto.
Oscar Camilión, 2010.

## Unión Soviética
Por primera vez en la historia argentina se concretaron acuerdos económicos con la Unión Soviética. Inicialmente el gobierno de Arturo Frondizi era bien visto en la potencia comunista. El vicepresidente del Presidium del Sóviet Supremo de la Unión Soviética Mijaíl Tarásov, estuvo presente en la asunción del Presidente argentino, además de entrevistarse con él. El Presidente envió una misión diplomática encabezada por José Liceaga a la Unión Soviética con el objetivo de conseguir un crédito para la compra de equipos petroleros. La Unión Soviética otorgó un crédito de 100 000 000 de dólares para la adquisición de material para extraer petróleo. Ciertas instituciones como la Corporación Argentina de Fomento del Intercambio (CAFI) trataron de promover el comercio con Europa del Este. La CAFI organizó una conferencia donde algunos de sus participantes apoyaron los acuerdos con la potencia socialista, destacando que la misma se realizaba en un plano de igualdad. El CAFI fue una especie de antecedente de la Cámara de Comercio Argentino-Soviética.
La crisis económica-social de 1959 provocó que algunos miembros de la embajada soviética sean expulsados, acusados de tener participación en actos violentos, hecho que el embajador Mikhaíl Alekséevich Kostylev negó. En este contexto el 27 de abril el Gobierno argentino prohibió las actividades del Partido Comunista. Se dio por finalizada la compra de equipos de petróleo a ese país, cuando solo se había empleado un tercio del crédito. La Cancillería negó el visado para los trabajadores que ingresarían al país a instalar los equipos petroleros. La obstaculización del labor del Instituto para las Relaciones Culturales Argentinas con la Unión Soviética preocupó a los soviéticos de que el gobierno argentino quería truncar las relaciones, y por tal motivo en mayo el encargado de negocios de la embajada argentina en Moscú, Enrique Esteban Rivarola, mantuvo una conversación con el ministro de Asuntos Exteriores, Andrei Gromyko, sobre el tema. El ministro señaló que la justificación del gobierno argentino para expulsar a los diplomáticos soviéticos no era válida, y que el gobierno argentino tenía conocimiento que esto era así. En una reunión entre Rivarola con el vice primer ministro Kunistov, este último expresó su repudio a las expulsiones, a la suspensión del acuerdo y a las medidas que no permitían la publicación de un boletín por la embajada en Buenos Aires.
El panorama se calmó para principios de 1960. Precisamente una delegación soviética liderada por el vicepresidente del Consejo de Ministros, Alexei Kosiguin, visitó Buenos Aires con motivo de los festejos por el Sesquicentenario de la Revolución de Mayo. Kosiguin entregó a Frondizi una carta del líder soviético Nikita Jruschov, en donde expresaba la similitud entre ambos países respecto de algunas cuestiones internacionales, particularmente en lo relativo al desarme nuclear. Pocos días después se firmó un protocolo adicional al convenio de 1958, el cual establecía que la Unión Soviética proveería aparte de los equipos para petróleo, maquinaria para la construcción de rutas, minería y grupos electrógenos, y otros materiales electromecánicos. Pero el nuevo convenio tampoco se completaría, ya que los equipos soviéticos no se adaptaban a los usos argentinos, este hecho sumado a una serie de ataques a la embajada de la Unión Soviética en Buenos Aires terminó crear más tensión aun entre ambos países para septiembre de 1961.
Las relaciones entre la Argentina y la Unión Soviética siguieron teniendo un perfil conflictivo, pero la posibilidad de romper relaciones diplomáticas siempre estuvo muy lejos. Los medios de prensa soviéticos atribuyeron a presiones militares el hecho de la ruptura diplomática entre Argentina y Cuba, y a partir de este punto desapareció toda referencia al gobierno argentino en los diarios del país.

## Europa
El 16 de junio de 1960 el presidente decidió realizar una gira por Europa. En dicha gira fue a la ciudad de Gubbio, procedente de Roma, donde comenzó su visita de Estado. Gubbio era la ciudad en donde nacieron los padres de Arturo Frondizi, y los de su esposa Elena. En ella se encontró con Enrico Mattei, presidente de la Ente Nazionale Idrocarburi, la empresa nacional de hidrocarburos italiana, con quien habló de una posible inversión petrolífera de Italia en Argentina; al día siguiente, Frondizi participó en la Festa dei Ceri Piccoli, pospuesta especialmente para esta ocasión. Antes de volver a Roma, se pasó por Perugia, en donde lo premiaron con el laurea ad honorem en Ciencias Políticas por su libro Petróleo y política. Más tarde visitó al Papa Juan XXIII en Roma, continuando su periplo por Milán antes de proseguir después con su gira por Europa.
En este año fue condecorado en Inglaterra con el título de Caballero de la Gran Cruz de la Orden de San Miguel y San Jorge, la mayor Orden en la escala de códigos de la Orden de San Miguel y San Jorge.

### Reino Unido
Arturo Frondizi arribó al Reino Unido en un viaje que trajo mucha expectativa en los medios de prensa de la isla. Viajó en compañía del secretario de hacienda Klein para concretar conversaciones con el canciller del tesoro Heathcoar Amory y el presidente del Banco de Inglaterra Cobbold. Frondizi fue recibido por el primer ministro británico Harold Mac Millan, además de cumplir con el protocolo de visitar a la reina Isabel II. Luego hizo una reunión de prensa en la embajada argentina, en donde el tema de la captura de Adolf Eichmann fue el más consultado por los periodistas, a lo que el presidente argentino contestó que se trataba de una grave violación de la soberanía argentina, y que Israel debía reparar, y dijo que su viaje tenía el objetivo de estrechar las relaciones entre los países y atraer inversiones británicas. Luego de visitar el parlamento, se lo dispensó con un gran almuerzo, en donde evocó los lazos que mantuvieron ambos países, pero rápidamente pasó a explicar cuáles eran las inquietudes de ese momento, y cuáles serían las formas que debían asumir las relaciones con un país de América Latina. Luego se reunió con funcionarios del mercado de Smithfield y otros empresarios de grupos compradores de carne argentina. Tanto Frondizi como el presidente de la Corporación Argentina de Productores de Carne, Miguel Busquet Serra expusieron en la embajada argentina sus planes para aumentar la producción e incrementar las importaciones a Gran Bretaña. El grupo Layland Motors mantuvo una reunión con funcionarios argentinos para acordar instalar una fábrica de camiones en la Argentina con una inversión de seis millones de libras. También existía un proyecto de crédito de la petrolera Equipment Company para vender maquinaria a YPF, y una propuesta de Shell de realizar una inversión de 80 millones.
En las entrevistas que tuvo con Mac Millan, Frondizi expresó su deseo de que la isla empleara su influencia con el fin de canalizar inversiones hacia la Argentina. Frondizi planteó la posibilidad de que la Argentina pudiera formar parte de la OECE, o aunque sea tener un observador, ya que pensaba que América Latina debía tener una voz allí. En un informe sobre la visita que fue enviado al embajador en Buenos Aires decía que Frondizi había dejado una buena impresión con las personas con quienes mantuvo contacto, señalando que lo veían como "un estadista honesto y sincero en lo que tenía que decir". En la embajada argentina Frondizi grabó un discurso radiofónico junto al equipo de la BBC. En un comunicado en conjunto se destacó la coincidencia en varios aspectos de la situación internacional, y se remarcó la conveniencia de mejorar la cooperación económica.

## Asia
Frondizi también dedicó su agenda a profundizar en las relaciones internacionales con países asiáticos, como el recibimiento de las visitas del presidente de Indonesia, Achmed Sukarno, y la canciller israelí Golda Meir, y su propia visita a la India, donde se entrevistó con el primer ministro Nehru. Uno de los objetivos buscados con estas reuniones era reforzar la posición internacional no alineada ante la Guerra Fría de Argentina. Otra de las visitas importantes de su período fue la que realizara el 17 de abril de 1961 el presidente italiano Giovanni Gronchi.
También resolvió problemas fronterizos firmando varios acuerdos con Brasil.

### Israel: secuestro de Adolf Eichmann
A finales de 1952 se había localizado en Argentina al fugitivo criminal nazi Adolf Eichmann gracias a la información que había aportado un amigo del cazador de nazis austríaco de origen judío Simon Wiesenthal. Ante la dificultad de que Israel pudiese conseguir la extradición de Eichmann por parte de Argentina (con el consiguiente peligro de que el criminal huyese), se diseñó, por parte de los servicios secretos israelíes del Mosad, el secuestro del buscado criminal nazi con el firme apoyo del primer ministro israelí David Ben Gurion, violando así los tratados de asistencia consular y la soberanía nacional argentina.
El 1 de mayo de 1960 llegó de incógnito un grupo del Nokmin (Vengadores) del espionaje israelí en vuelo aéreo regular a Buenos Aires, dando así el inicio a la «Operación Garibaldi» (bautizada así por el nombre de la calle donde vivía Eichmann). Este equipo —dirigido y coordinado por los agentes israelíes Rafael Eitan y Peter Malkin— inició durante casi dos semanas la vigilancia sobre su objetivo.
Finalmente, el 11 de mayo de 1960 secuestraron a Eichmann en plena calle subiéndole a un auto particular cuando bajaba del colectivo para volver del trabajo a su casa. Después, los cuatro hombres del Servicio Secreto israelí lo trasladaron el 20 de mayo desde el Aeropuerto Internacional Ezeiza de Buenos Aires a Israel en un avión particular, con otra identidad y simulando que estaba ebrio.
Ante este secuestro, la cancillería, por medio del embajador Mario Amadeo, reclamó ante el Consejo de Seguridad de Naciones Unidas por la grave violación de la que fue objeto la propia soberanía argentina. Recibió apoyo del organismo internacional, pero Israel nunca tuvo intención de devolver al criminal nazi a Argentina.
Los diplomáticos de Estados Unidos, Gran Bretaña y Francia intentaron formalizar una reunión entre el presidente Arturo Frondizi y David Ben Gurion para que ambos buscaran una solución al caso de Eichmann, y que no se rompieran por ello las relaciones diplomáticas entre Argentina e Israel. Después de varios contactos, se acordó que el encuentro entre ambos mandatarios se celebrase en Bruselas en junio de 1960, frustrándose finalmente tal reunión por los recelos que había entre la diplomacia de ambos países.
Finalmente, Frondizi rompió relaciones diplomáticas con Israel, relaciones que habían sido establecidas hacía poco por el presidente Juan Domingo Perón. Poco tiempo después, Frondizi restableció de nuevo el vínculo con Israel.
El 11 de diciembre de 1961, Adolf Eichmann fue declarado culpable por crímenes contra la humanidad y el 15 de diciembre sentenciado a muerte, llevado a cabo el 31 de mayo de 1962. Sus últimas palabras fueron: «Larga vida a Alemania. Larga vida a Austria. Larga vida a Argentina. Estos son los países con los que más me identifico y nunca los voy a olvidar. Tuve que obedecer las reglas de la guerra y las de mi bandera. Estoy listo».

## Tratado Antártico

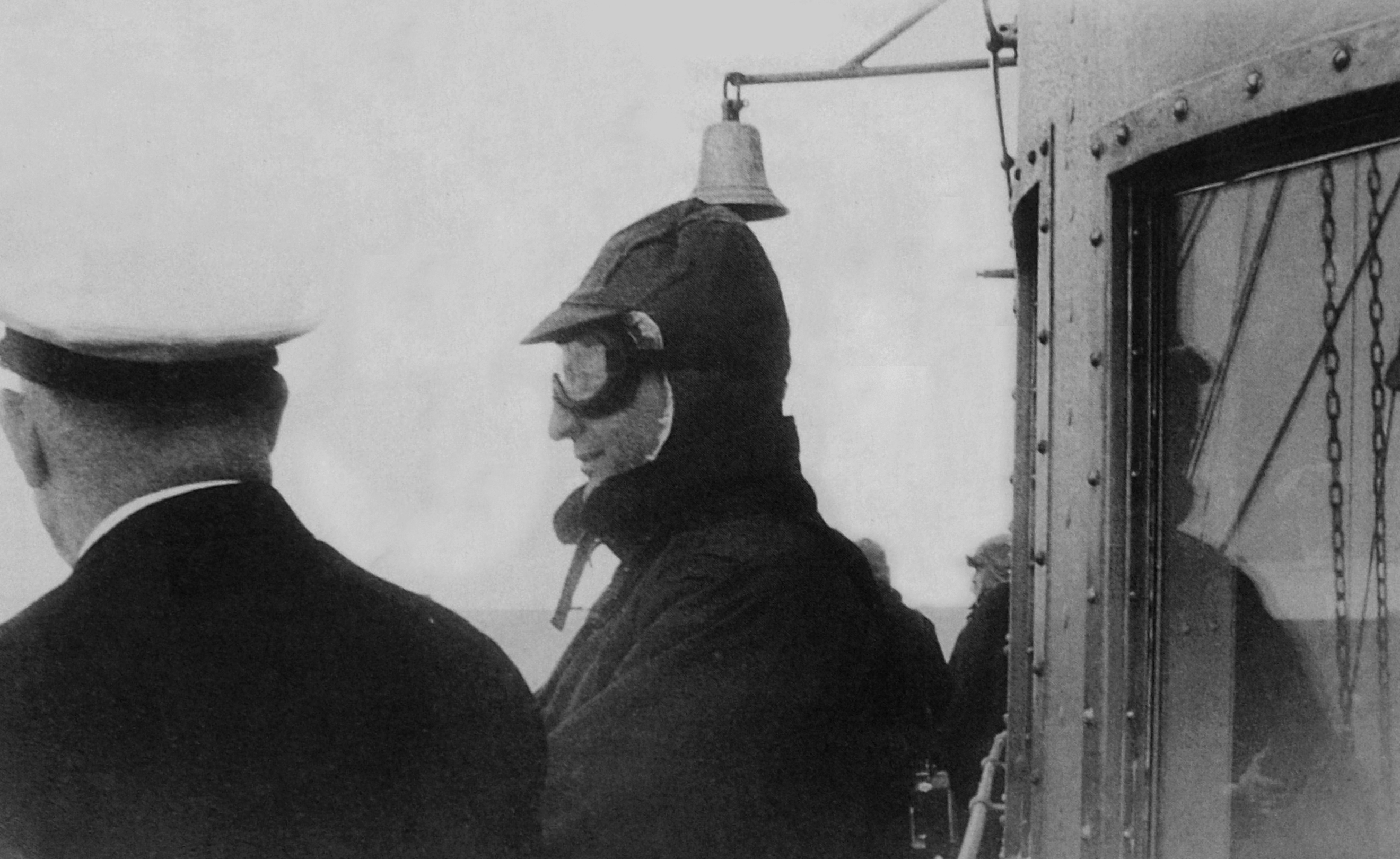
Arturo Frondizi conversa con el secretario de Marina, contralmirante Gastón Clement, a bordo del Bahía Aguirre. Foto de marzo de 1961.

La Conferencia Antártica se inauguró en Washington D. C., Estados Unidos el 15 de octubre de 1959, en una atmósfera de incertidumbre, concurriendo en ella representantes de doce estados, de los cuales siete reclamaban su soberanía sobre alguna fracción del continente antártico, entre los cuales estaban: Argentina, Australia, Chile, Francia, Noruega, Nueva Zelanda y Reino Unido. Cuarenta y cinco días después se firmó el Tratado Antártico. Los derechos territoriales reclamados por Argentina, Chile y Reino Unido se superponían de manera considerable. Mientras, otros cinco países (Bélgica, Estados Unidos, Japón, Sudáfrica y Unión Soviética) habían realizado exploraciones en la región sin haber presentado reclamaciones territoriales. Existían aspectos de la futura reglamentación para la Antártida que tenían el consenso general de las naciones, como por ejemplo la pacificación del continente, que tenía que quedar excluido de toda actividad de índole bélica, como también la garantía de investigación científica para cualquier país que lo deseara. El problema más complejo fue la consideración de los reclamos de soberanía.
La posición de la Argentina consistía en establecer el uso pacífico de la Antártida y la cooperación científica dentro de los límites convenidos, y que la Conferencia no modificara en lo más mínimo los derechos de las partes. Respecto de la utilización del territorio, el Gobierno argentino sostenía la necesidad de poner límites a la libertad absoluta, con el propósito de preservar los intereses ecológicos, y prohibir las pruebas nucleares y el depósito de residuos radiactivos. La última proposición tomó por sorpresa a la delegación estadounidense como a la soviética, y la insistencia argentina en la misma estuvo cerca de provocar una crisis en la reunión, no solo a nivel internacional, sino también dentro del gobierno de Arturo Frondizi.
El tratado fue firmado finalmente el 1 de diciembre de 1959, y se mantuvo de acuerdo con las exigencias por parte de Argentina en el sentido que se tenían que proscribir las actividades de naturaleza militar. El Tratado Antártico entró en vigencia el 23 de junio de 1961. El pacto tuvo cierto éxito puesto que la zona se mantuvo libre de conflictos. El consejo también logró internacionalizar y desmilitarizar el continente antártico, en el que se prohibieron realizar pruebas nucleares y almacenar residuos radiactivos. Durante la Guerra Fría estas actividades se desarrollaban con gran intensidad por las potencias beligerantes. Se aseguró que la región sea utilizada con fines pacíficos, incluyendo principalmente la exploración conjunta e investigaciones científicas. Los países signatarios obtuvieron libre acceso a toda la región con derechos recíprocos a inspeccionar sus instalaciones.

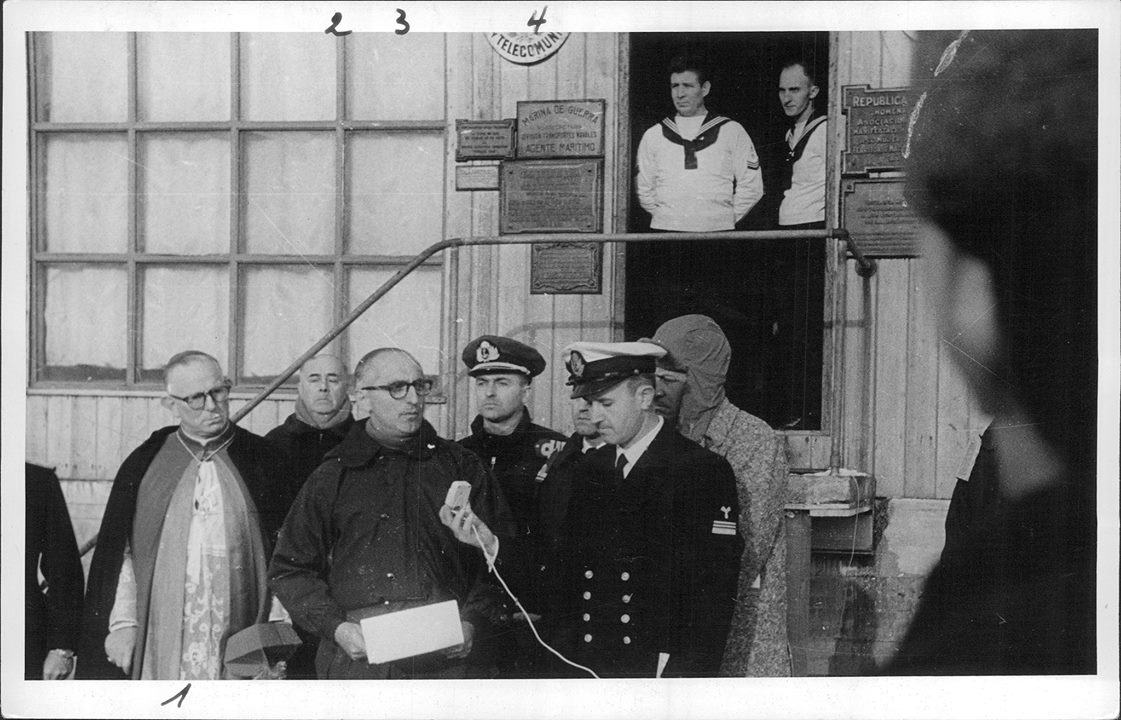
En la Isla Decepción, el presidente Arturo Frondizi brinda un discurso que es transmitido por radio.

En su discurso del 1 de mayo de 1960, Frondizi le dedicó un párrafo a la Conferencia sobre la Antártida, afirmando que la Argentina había podido incluir en el tratado su oposición a la internacionalización de la zona. Los principios de libertad y cooperación científica también habían sido incluidos en el tratado.
Luego de la firma del tratado, Frondizi visitó la Antártida. El 6 de marzo de 1961 embarcó, junto a su comitiva, en el Bahía Aguirre para ir hasta la base de Decepción (Isla Decepción). La travesía de ida fue algo incómoda, ya que tuvieron que soportar fuertes temporales en el cruce del paso Drake. El 8 de marzo por la tarde fondeó en la Bahía 1.º de Mayo, y conjuntamente con el rompehielos General San Martín se rindieron los primeros homenajes a las autoridades que desembarcaban, siendo trasladadas en helicópteros y lanchas al destacamento donde se repitieron los honores. El vicario castrense Donamin realizó una misa, y desde allí Frondizi brindó un discurso al país y saludó a los miembros de la Armada Nacional, a los investigadores, a los científicos y a los técnicos.

Vuestro desinteresado sacrificio y el de los compatriotas que os precedieron han hecho posible, a lo largo de dos generaciones, afirmar de modo real y efectivo que la Antártida Argentina es para siempre parte inseparable del territorio nacional. Desde hace medio siglo, de todas las latitudes han llegado a la Antártida hombres de varias naciones para arrancar —en dura lucha con el medio— sus secretos a una naturaleza hostil, y para ello deben realizar un esfuerzo que reviste carácter de hazaña... a base de energía, voluntad y vigoroso esfuerzo espiritual y físico.